# Jim Lee
Jim Lee (Seul, 11 agosto 1964) è un fumettista e editore sudcoreano naturalizzato statunitense.

## Biografia
Trasferitosi giovanissimo negli Stati Uniti d'America con la famiglia, dopo la laurea in medicina a Princeton si affaccia nel settore fumettistico come inchiostratore.
Nel 1987 approda alla Marvel Comics sulle pagine di Alpha Flight e l'anno successivo passa sulla neonata Punisher War Journal. Grazie agli ottimi risultati raggiunti, nel 1989 viene promosso su Uncanny X-Men (all'epoca il fumetto più venduto negli Stati Uniti), dove sostituisce il disegnatore titolare Marc Silvestri. I testi sono firmati da Chris Claremont e le chine da Scott Williams, artista che nel tempo diventerà l'inchiostratore fisso di Lee. Il successo del disegnatore coreano è enorme e nel 1991 gli viene affidato il lancio di X-Men, serie scritta ancora da Claremont che balza al primo posto nella classifica dei comics più venduti d'America.
Verso la fine del 1991 Lee lascia la Marvel e con altri disegnatori fonda la Image Comics, che nel giro di poco tempo diventa il terzo editore americano di fumetti per numero di vendite e potere economico. È il 1992 e sotto questo marchio l'artista di Seoul lancia la nuova serie di sua creazione Wildcats, seguita da StormWatch e Deathblow nel 1993 e da Gen 13 nel 1994. Questi titoli vengono poi assorbiti dalla WildStorm, etichetta di cui Lee è l'unico proprietario.
Nel 1996 il disegnatore coreano torna come autore completo alla Marvel per occuparsi delle saghe dei Fantastici Quattro e di Iron Man che fanno da preludio alla saga Heroes Reborn. Anche in questo caso i risultati di vendita sono eccellenti e per la Wildstorm lancia la sua nuova miniserie Divine Right.
La sua etichetta inizia anche a pubblicare materiale di grandi sceneggiatori internazionali, finché nel 1998 Lee esce dalla Image e cede la Wildstorm alla DC Comics, pur continuando ad occuparsene attivamente.
È proprio la DC ad affidargli il rilancio di Batman e Superman. In particolare, per la testata del Cavaliere Oscuro disegna la saga Batman: Hush con i testi di Jeph Loeb, le chine di Scott Williams e i colori di Alex Sinclair, il personaggio creato da Bob Kane torna a svettare in cima alla classifica dei comic più venduti negli USA.
Per Superman, disegna For tomorrow.
Oltre a lavorare per la divisione Wildstorm disegnando i suoi Wildcats su testi di Grant Morrison, Lee sta disegnando dal 2005 All Star Batman and Robin the Boy Wonder, serie scritta da Frank Miller e destinata a rivisitare le origini dell'Uomo Pipistrello.
Dal 2011 Lee disegna su testi di Geoff Johns e chine di Scott Williams la serie Justice League.
Nel 2015 Hanna-Barbera in collaborazione con la DC Comics decide di dare un reboot, sotto forma di fumetto, ad alcune serie classiche, destinate ad un pubblico adolescente e adulto. Tra tutti i progetti, il fumettista preferisce scrivere e disegnare per Scooby Apocalypse, il reboot del cartoon Scooby-Doo che viene descritto come un incrocio tra il classico e The Walking Dead, in cui i mostri saranno reali.

## Riconoscimenti
- Premio Yellow Kid al Salone Internazionale dei Comics (1994)